# Província de Tōtōmi

Mapa das províncias japonesas (1868) com a província de Tōtōmi em destaque

Tōtōmi (遠江国, Tōtōmi no kuni) foi uma antiga província do Japão na área equivalente ao oeste da prefeitura de Shizuoka. Tōtōmi fazia fronteira com as províncias de Mikawa, Suruga e Shinano. Seu nome abreviado era Enshū (遠州). 

## História
A província de Tōtōmi foi uma das províncias originais estabelecidas no Período Nara (710 - 794) pelo Código Yōrō, uma revisão do Código Taihō realizada em 718. A capital da província estava localizada na atual Iwata, e se chamava Mitsuke – um nome que sobreviveu até hoje como Mitsuke-juku, uma Shukuba (posto do correio) na  estrada de Tōkaidō. No sistema de classificação Engishiki, Tōtōmi era considerada um "país principal" (上国).
Durante o começo do Período Muromachi (1336 - 1573), Tōtōmi era teoricamente dominada pelo clã Imagawa antes de cair nas mãos do clã Shiba. Entretanto, no Período Sengoku (1467 - 1573), os Imagawa recuperaram Tōtōmi e efetivamente a anexaram à província de Suruga. Depois da derrota dos Imagawa na Batalha de Okehazama, Tōtōmi foi dividida entre os poderosos generais Takeda Shingen de Kai e Tokugawa Ieyasu de Mikawa. Para consolidar suas novas posses, Ieyasu construiu o Castelo de Hamamatsu, que efetivamente se tornou a capital da província e a líder do clã li, Ii Naotora se tornou a daimio da região, embora partes de Tōtōmi continuassem a ser contestadas entre os Tokugawa e os Takeda até a morte de Shingen.
Depois de Batalha de Odawara e da ascensão ao poder de Toyotomi Hideyoshi, Ieyasu foi forçado a trocar seus domínios na região de Tōkai por outros na região de Kantō.  O Domínio de Hamamatsu foi entregue ao clã Horii e o Castelo de Kakegawa a Yamauchi Kazutoyo. Após o estabelecimento do Xogunato Tokugawa, os Tokugawa recuperaram seus territórios perdidos e entregaram aos Tōtōmi vários fudai daimyō. 
Durante o Período Edo (1603 - 1868), a estrada de Tōkaidō que ia de Edo a Quioto passava por Tōtōmi, e em vários pontos dela foram construídos shukubas (postos do Correio) . 
Após o início do Período Meiji, com a abolição do sistema han em 1871, Tōtōmi passou a se chamar Hamamatsu até 1876. Em 21 de agosto de 1876, Tōtōmi foi fundida às antigas províncias de Suruga e Izu para formar atual província de Shizuoka. Vários antigos samurais de Tōtōmi, então desempregados devido à mudança do regime, foram alocados na região de Makinohara onde desenvolveram a indústria do chá verde. Com a construção da ferrovia Tōkaidō Honsen, Hamamatsu rapidamente se tornou um grande centro comercial e industrial, especialmente nas indústrias de seda e algodão.

## Domínios de Totomi no final do Xogunato Tokugawa
No final do Xogunato Tokugawa, os Domínios da província de Tōtōmi estavam assim distribuidos :
| Domínio              | Daimyō | Produtividade (koku) | Tipo  |
| -------------------- | ------ | -------------------- | ----- |
| Domínio de Hamamatsu | Inoue  | 60,000               | fudai |
| Domínio de Kakegawa  | Ōta    | 50,000               | fudai |
| Domínio de Sagara    | Tanuma | 10,000               | fudai |
| Domínio de Yokosuka  | Nishio | 35,000               | fudai |

## Tōtōmi no Kami
lista parcial de governadores
- Fujiwara Tamefusa (1075 - 1077) [1]
- Hōjō Tokimasa (1200 -  1205) [2]

## Tōtōmi Gonsuke
lista parcial de vice-governadores
- Koga Michihira (1212 - 1214)